# Aqtau (ort i Kazakstan, Qaraghandy)
Aqtau (kazakiska: Ақтау, före 1991 även ryska: Актау: Aktau) är en ort i Kazakstan. Den ligger i oblystet Qaraghandy, i den centrala delen av landet, 160 km sydost om huvudstaden Astana. Aqtau ligger 507 meter över havet och antalet invånare är 9 500.
Terrängen runt Aqtau är platt. Runt Aqtau är det glesbefolkat, med 8 invånare per kvadratkilometer. Aqtau är det största samhället i trakten. Trakten runt Aqtau består i huvudsak av gräsmarker.